# Дакота (здание)
«Дако́та» (англ. The Dakota) — фешенебельный жилой дом в Манхэттене на пересечении 72-й улицы и Сентрал-Парк-Вест. Официальный адрес: 1 West 72nd street. С 1976 года — Национальный исторический памятник США.
Построенное в 1880—1884 годах, это здание с самого начала являлось жилым домом «премиум-класса», квартиры в котором имеют от 4 до 20 комнат. В доме был собственный электрический генератор, а также центральное отопление.
Печальную славу «Дакота» приобрела 8 декабря 1980 года, когда в арке этого дома Марк Чепмен смертельно ранил Джона Леннона.

## История
Фешенебельный жилой дом «Дакота» был построен в промежутке между 25 октября 1880 года и 27 октября 1884 года. Архитектурная фирма Генри Джейнуэя Гарденберга получила заказ на создание дизайна для Эдварда Кэбота Кларка, главы компании Зингер. Здание якобы было названо Дакотой, потому что во время его строительства данный район был малонаселенным и считался удаленным от обитаемого района, Манхэттена, так же, как Территория Дакота. В книге Кристофера Грея «New York Streetscapes» рассказывается : «Вероятно, оно называлось „Дакота“, потому что находилось так далеко на западе и так далеко на севере». Грей полагал, что такое название связано с любовью Кларка к названиям новых западных штатов и территорий, а также явную параллель с его однофамильцем-исследователем этих мест.
В 1969 году «Дакота» было объявлено достопримечательностью Нью-Йорка. В 1972 году здание было внесено в Национальный реестр исторических мест США, а в 1976 году было объявлено Национальным историческим памятником США.
В 2015 году фасад здания был отреставрирован.

## Особенности
Высокие фронтоны и глубокие крыши здания с обилием люкарен, терракотовых пазух сводов и панелей, ниш, балконов и балюстрад придают ему характер немецкого Ренессанса и ганзейской ратуши. На его планировку и план этажа сильно повлияли французские архитектурные тенденции, которые стали применяться в дизайне жилья в Нью-Йорке в 1870-х гг. Высоко над входом на 72-ю улицу изображено лицо индейца Дакоты.
«Дакота» представляет собой квадратное здание, построенное вокруг центрального внутреннего двора. Главный вход — это въездная арка, достаточно большая для того, чтобы туда могли въезжать запряженные лошадьми экипажи, которые позволяли пассажирам высаживаться, укрывшись от непогоды. Многие из этих экипажей были размещены в многоэтажном конюшенном здании, построенном в двух секциях между 1891 и 1894 годами, на юго-западном углу 77-й улицы и Амстердам-авеню, где лифты поднимали их на верхние этажи. До февраля 2007 года здание «Конюшни Дакоты» находилось в эксплуатации в качестве гаража, далее оно должно было быть преобразовано соответствующими компаниями в резиденцию кондоминиума. С тех пор большое здание кондоминиума «The Harrison» занимает данное место.
Общая планировка апартаментов выполнена во французском стиле того периода, все основные комнаты соединены между собой анфиладой, а также доступны из холла или коридора. Такое расположение обеспечивает естественную миграцию гостей из одной комнаты в другую, особенно в праздничные дни, но при этом дает обслуживающему персоналу сдержанные отдельные схемы циркуляции, которые обеспечивают служебный доступ в главные комнаты. Главные комнаты, такие как гостиная или главная спальня, выходят окнами на улицу, а столовая, кухня и другие помещения — во внутренний двор. Таким образом квартиры проветриваются с двух сторон, что в то время было новинкой для Манхэттена. Некоторые гостиные имеют длину 49 футов (15 м), а потолки имеют высоту 14 футов (4,3 м). Полы выложены красным деревом, дубом и вишней.
Первоначально в «Дакоте» размещалось 65 квартир с четырьмя-двадцатью комнатами, двух одинаковых квартир не было. В эти апартаменты можно попасть по лестницам и лифтам, расположенным в четырёх углах внутреннего двора. Отдельные служебные лестницы и лифты, обслуживающие кухни, расположены в середине. Построенный для удовлетворения потребностей состоятельных людей, дом отличался множеством удобств и современной инфраструктурой, которая была исключительной для того времени. В здании располагается большой обеденный зал. Кроме того, в апартаменты можно было доставлять еду с помощью специальных лифтов. Электричество вырабатывалось на собственной электростанции, в здании есть центральное отопление. Рядом с помещениями для прислуги располагались игровая комната и гимнастический зал. В более поздние годы эти помещения на десятом этаже были преобразованы в квартиры. Кроме того, в распоряжении гостей — сад, частные лужайки для игры в крокет и теннисный корт позади здания между 72-й и 73-й улицами.
Все квартиры в доме были сданы внаём ещё до окончания строительства. Тем не менее, наследники Кларка, умершего в 1882 году, понесли большие расходы. Для высшего общества Манхэттена стало модным жить в этом здании или, по крайней мере, снимать там квартиру. Успех «Дакоты» побудил к строительству других роскошных многоквартирных домов на Манхэттене.
Вход на станцию 72-й улицы поездов B и C нью-йоркского метрополитена находится снаружи здания.

## Известные жильцы
- Леонард Бернстайн (1918—1990) — американский пианист, композитор и дирижёр.
- Лорен Бэколл (1924—2014) — киноактриса.
- Джуди Гарленд (1922—1969) — американская актриса и певица.
- Борис Карлофф (1887—1969) — киноактёр.
- Лиллиан Гиш — американская актриса.
- Розмари Клуни — американская эстрадная певица и актриса.
- Хосе Феррер — пуэрто-риканский актёр и режиссёр.
- Супруги: Джон Леннон (1940—1980) — музыкант, проживал в «Дакоте» с 1973 по 1980 год, и Йоко Оно (род. 1933) — художница, певица, деятель искусства, проживает здесь с 1973 года по настоящее время.
- Рудольф Нуреев (1938—1993) — артист балета и балетмейстер. Его шестикомнатную квартиру помогала обставлять Жаклин Кеннеди. Предметы искусства и обстановка, включая кресла, принадлежавшие Марии Каллас, римскую копию статуи Диадумена и полотна Фюссли, Лоуренса и Рейнольдса, в начале января 1995 года были проданы на нью-йоркских торгах аукциона Christie's[9].
- Солон Власто (1852—1927) — американский бизнесмен, общественный деятель и издатель греческого происхождения.

Несмотря на то, что исторически здесь жили многие художники или актёры, здание и его кооперативный совет директоров были подвергнуты критике в 2005 году бывшим его резидентом Альбертом Мейслесом. Он попытался продать свою собственность актёрам Мелани Гриффит и Антонио Бандерасу, но их кандидатуры были отвергнуты советом директоров. Мейслес выразил свое недовольство и признался газете The New York Times: «Больше всего меня шокирует то, что здание теряет связь с интересными людьми. Все больше и больше они отдаляются от творческих людей и идут навстречу людям, у которых просто есть деньги.» До этого Джин Симмонс, Билли Джоэл и Карли Саймон были лишены прав на жительство в «Дакоте» советом директоров. В 2002 году совет директоров отклонил кандидатуру Денниса Мехиля, магната, создателя гофрокартона и кандидата от демократической партии на пост вице-губернатора Нью-Йорка.

## В культуре
- Здание является ключевым местом действия в фантастическом романе Джека Финнея «Меж двух времён» (1970), где происходит перемещение главного героя из современности в 1882 год, когда оно ещё не было достроено.
- В здании проходили съёмки фильма «Ребёнок Розмари», вышедшего в 1968 году.
- В книгах Дугласа Престона и Линкольна Чайлда главный герой — специальный агент ФБР Алоиз Пендергаст — владеет большой квартирой на 5 этаже «Дакоты».